# 锢女
锢女（羅馬化：ʿaḡunā，直译：「被锚住或被拴住的（女人）」）是指基于传统犹太律法“哈拉卡”所认定需要被困在婚姻中不得离婚的犹太女性。典型的案例包括男人出门远行后没有回来或是在参加了战斗后失踪了。该词亦被用于指代丈夫拒绝或无法准予离婚（需要一份称为“解文”的文件）的妇女。
根据哈拉卡，离婚必须由男子依其自由意志而给予妻子“解文”才能生效。没有解文的新婚姻将不被承认，而原妻与其他男子所生的任何孩子都将被视为败子（私生子）。女性有时可能从判释（诠释哈拉卡的权威）那里获得一种被称为“锢女特许”（heter agunah）的豁免，这种豁免基于一项复杂且附证有大量可供支持其丈夫被推定死亡证据的决议。但如果其丈夫尚在人世则不适用。
由于女性在这种情况下面临诸多困难，每一代的哈拉卡权威者们都致力于寻找符合哈拉卡律法的途径以允许此类女性再婚。在过去，由于旅行的危险和通讯手段的原始，人们离家后杳无音信的情况并不少见；因此拉比们经常不得不去处理这类问题。在过去的几个世纪里，为了处理与锢女有关的案件已经撰写了数千份答问。
在过去，大多数锢女案件都是由于丈夫去世时没有留下任何证据或患有精神疾病而导致的。另有相当多的锢女案件则因丈夫扣发解文而起，其中既有为寻求更有利的离婚协议者也有出于报复心者。一些锢女团体为此被组织起来支持这些女性并试图找到解决这个问题的办法。众多补救方案由此被提出但无一能获得普遍接受。但仍有一些补救方案被一定程度上接受，如犹太婚前协议书就是现代正统犹太教所使用的一种防止锢女出现的措施，并被温和派哈拉卡权威机构所接受。